# Can't Get You Off My Mind
Can't Get You Off My Mind is een nummer van de Amerikaanse rockzanger Lenny Kravitz uit 1996. Het is de derde single van zijn vierde studioalbum Circus.
Het nummer bereikte slechts de 62e positie in de Amerikaanse Billboard Hot 100. Ook in het Verenigd Koninkrijk en Canada haalde het nummer de hitlijsten. In Nederland was dit niet het geval, toch werd het wel een klein radiohitje.